# John Rusling Block
John Rusling Block (Galesburg, 15 febbraio 1935) è un politico statunitense, già Segretario dell'Agricoltura degli Stati Uniti sotto la presidenza Reagan.
Nato in una zona agricola dell'Illinois priva persino di elettricità, lega la sua attività politica sempre all'agricoltura. Dopo aver diretto il Dipartimento dell'agricoltura dello stato dell'Illinois (1977) è entrato a far parte del Gabinetto degli Stati Uniti d'America del Presidente Reagan come Segretario dell'Agricoltura, restando in carica dall'81 all'86.
Dopo l'esperienza di governo è entrato nel gruppo dirigenziale della grande azienda di macchine agricole John Deere ed ha assunto la presidenza della Food Distributors International.